# Anthodioctes flavoalveolatus
Anthodioctes flavoalveolatus is een vliesvleugelig insect uit de familie Megachilidae. De wetenschappelijke naam van de soort is voor het eerst geldig gepubliceerd in 2007 door Urban.